# Île de Bagaud
L'île (ou îlot) de Bagaud est, avec ses 59 hectares, une des plus petites des îles d'Hyères. Elle appartient à la commune française d'Hyères.

## Situation
Située juste à l'ouest de l'île de Port-Cros, l'îlot est classé réserve intégrale, depuis 2007, avec l'îlot de la Gabinière et le rocher du Rascas, au sein du Parc national de Port-Cros.
Elle est actuellement inhabitée et interdite d'accès.

## Biodiversité
L'île possède la réputation d'être infestée de rats noirs, certains allant jusqu'à prétendre que l'accostage y serait dangereux. Cette légende a le mérite de maintenir les curieux éloignés et ainsi de faire respecter l'interdiction formelle d'accostage. Ces rats aurait été introduits involontairement dans l'île dès l'Antiquité par les Romains.
Au xixe siècle, on plante des griffes de sorcières (Carpobrotus) aux propriétés stabilisatrices du sol. Cette plante envahissante a fini par recouvrir des pans entiers de l'îlot, au détriment des espèces locales.
Depuis 2011, une campagne de défrichement de Carpobrotus et d'éradication du rat a permis à la faune et flore indigène de recoloniser l'îlot,.

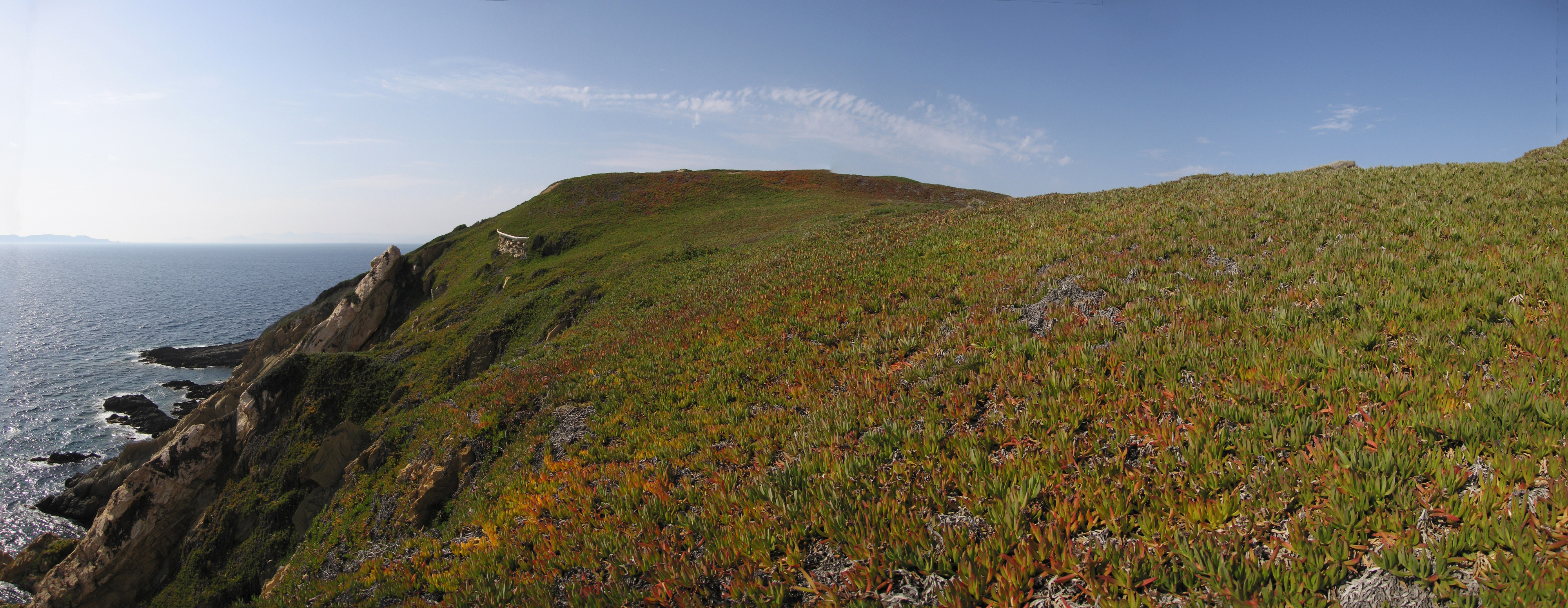
Zone envahie par le Carpobrotus sur l'île de Bagaud

## Toponymie
En occitan, on trouve Bagent (1504, 1554), francisé en Bagueaud puis Bagaud. L'île est nommée Bagueau sur la carte de Cassini.

## Histoire
L'îlot est occupé par les Grecs dans l'Antiquité (ive siècle av. J.-C.). C'est possiblement le « Sturium » cité par Pline l'Ancien.
À la création du marquisat des îles d'Or, en 1531, ses terres sont mises en labour par Bertrand d'Ornézan.
La flotte anglo-hollandaise réalise une incursion le 17 juillet 1707, durant la guerre de succession d'Espagne. Les marins débarqués y gardent le bétail appartenant au commandant de Port-Cros avant de s'enfuir.
Suite à des attaques mauresques (XVIe siècle) et des épisodes de guerre, notamment contre les Anglais (XVIIIe et XIXe siècles), l'île est équipée de quatre batteries, équipées de quatre ou huit canons, au nord, au sud, au centre, et à l'est. Les réduits de trois d'entre-elles sont encore visibles : ce sont des corps de garde crénelé modèle 1846, pour quarante hommes au nord et au sud, et pour vingt hommes à l'est. La batterie du centre est désactivée vers 1794, mais dotée, sous le premier Empire, d'un corps de garde et d'un magasin à poudre ; ceux-ci sont aujourd'hui en ruines.
L'îlot est ensuite achetée en 1815 par l'État français puis désarmée et défrichée pour sa mise en culture sur une grande partie de sa superficie (1850). Soumise à affermage militaire en 1853, Bagaud accueille jusqu'à vingt-huit habitants en 1865.
Un espace est organisé au moment de l'expédition du Tonkin (1883-1885) pour accueillir les malades contagieux mais il ne fut jamais utilisé.
À partir de 1926, l'îlot est loué, notamment à la famille Valentin-Smith, qui s'en sert comme pied-à-terre balnéaire. En 1946, un affermage est mis aux enchères. Depuis 1985, l'îlot est définitivement inhabité.